# Graham Drinkwater
Pour les articles homonymes, voir Drinkwater.
Temple de la renommée : 1950
Charles Graham Drinkwater (né le 22 février 1875 à Montréal, Québec au Canada - mort le 27 septembre 1946) est un joueur professionnel canadien de hockey sur glace.

## Carrière de joueur
Avant de devenir l'un des premiers joueurs de hockey professionnel, il excellait autant au hockey qu'au football. Il évoluait alors pour le club de football de l'Université McGill à Montréal. En 1895, il se joignit définitivement aux Victorias de Montréal avec lesquels il remporta la Coupe Stanley qui était une première fois remise à un club champion. Il la remporta quatre autres fois au cours de la décennie.
Quelques années après sa mort, il fut élu au Temple de la renommée du hockey.

## Statistiques

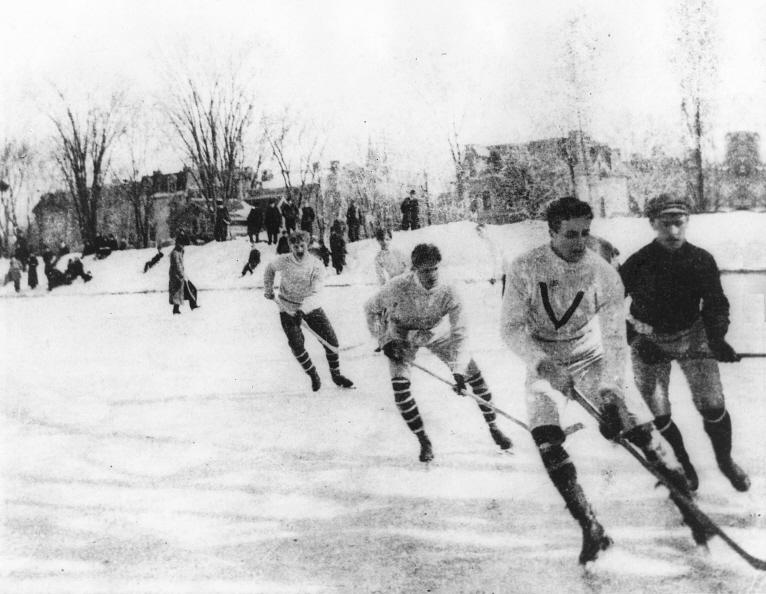
Graham Drinkwater avec les Victorias de Montréal, Westmount, vers 1895

| Saison    | Équipe                | Ligue         |    | Saison régulière | Saison régulière | Saison régulière | Saison régulière | Saison régulière |   | Séries éliminatoires | Séries éliminatoires | Séries éliminatoires | Séries éliminatoires | Séries éliminatoires |
| Saison    | Équipe                | Ligue         | PJ | B                | A                | Pts              | Pun              | PJ               | B | A                    | Pts                  | Pun                  |                      |                      |
| 1892-1893 | Victorias de Montréal | AHAC          | 3  | 1                | 0                | 1                | -                | -                | - | -                    | -                    | -                    |                      |                      |
| 1894-1895 | Victorias de Montréal | AHAC          | 8  | 9                | 0                | 9                | -                | -                | - | -                    | -                    | -                    |                      |                      |
| 1895-1896 | Victorias de Montréal | AHAC          | 8  | 7                | 0                | 7                | -                | -                | - | -                    | -                    | -                    |                      |                      |
| 1895-1896 | Victorias de Montréal | Coupe Stanley | -  | -                | -                | -                | -                | 1                | 1 | 0                    | 1                    | -                    |                      |                      |
| 1896-1897 | Victorias de Montréal | AHAC          | 4  | 3                | 0                | 3                | -                | -                | - | -                    | -                    | -                    |                      |                      |
| 1896-1897 | Victorias de Montréal | Coupe Stanley | -  | -                | -                | -                | -                | 1                | 0 | 0                    | 0                    | -                    |                      |                      |
| 1897-1898 | Victorias de Montréal | AHAC          | 8  | 10               | 0                | 10               | -                | -                | - | -                    | -                    | -                    |                      |                      |
| 1898-1899 | Victorias de Montréal | LCHA          | 6  | 0                | 0                | 0                | -                | -                | - | -                    | -                    | -                    |                      |                      |
| 1898-1899 | Victorias de Montréal | Coupe Stanley | -  | -                | -                | -                | -                | 2                | 1 | 0                    | 1                    | -                    |                      |                      |

## Trophées et honneurs personnels
- 1895, 1896, 1897, 1898 et 1899 : remporte la Coupe Stanley avec les Victorias de Montréal.
- 1950 : devient membre du Temple de la renommée du hockey.